# فرد ارتشر
فرد ارتشر (بالإنجليزية: Fred Archer)‏ هو لاعب كرة قاعدة أمريكي، ولد في 7 مارس 1910 في جونسون سيتي في الولايات المتحدة، وتوفي في 31 أكتوبر 1981 في تشارلوت في الولايات المتحدة.

## وصلات خارجية
- فرد ارتشر على موقعبيزبول رفرنس.كوم (الدوري الرئيسي) (الإنجليزية)
- فرد ارتشر على موقعبيزبول رفرنس.كوم (الدوري الثانوي) (الإنجليزية)